# Z 14 Friedrich Ihn
Z 14 Friedrich Ihn war ein Zerstörer der Klasse 1934 A der deutschen Kriegsmarine im Zweiten Weltkrieg. Benannt wurde er nach dem Kommandanten des Torpedobootes S 35, Kapitänleutnant Friedrich Ihn, der in der Skagerrakschlacht am 31. Mai 1916 ums Leben kam.

1946 kam der Zerstörer an die Sowjetunion und war dort als Zorkyj in der Baltischen Rotbannerflotte.

## Geschichte
Der bei Blohm & Voss in Hamburg gebaute Zerstörer wurde am 9. April 1938 in Dienst gestellt. Es folgten Übungs- und Ausbildungsfahrten in Nord- und Ostsee.
Bei Kriegsbeginn lag Z 14 einsatzbereit in Swinemünde. Am 1. September lief das zur 3. Zerstörerflottille gehörende Boot zum Blockadedienst in die östliche Ostsee aus, wurde aber bereits am 7. September in die Nordsee verlegt und beteiligte sich dort am Legen von Minen. Dabei wurde das Boot am 8. Dezember 1939 beim Längsseitskommen des Minentransporters Lauting beschädigt, wobei die Außenhaut an Backbord etwa 4 m weit aufgerissen wurde; die Reparaturen dauerten bis zum Morgen des 10. Dezember. Bis zum Ende des Jahres 1939 führte die Friedrich Ihn dann gemeinsam mit anderen Zerstörern Handelskrieg im Kattegat und im Skagerrak.
Im Januar 1940 war Z 14 an Minenunternehmen vor der britischen Küste beteiligt und wurde dabei beschädigt. Die Friedrich Ihn lag daraufhin bis zum Juni in der Kriegsmarinewerft Kiel und war daher nicht an der Besetzung Norwegens im April 1940 beteiligt. Erst am 20. Juni lief der Zerstörer nach Norwegen aus und erreichte am 23. Juli Trondheim. Von dort aus geleitete Z 14 das bei dem Unternehmen Juno beschädigte Schlachtschiff Gneisenau nach Kiel. Nach einer Werftliegezeit in Hamburg wurde Z 14 im September nach Frankreich verlegt und war dort unter anderem an einem Vorstoß in den Bristolkanal beteiligt.
In der Nacht zum 18. Oktober 1940 versuchte der Führer der Zerstörer (F.d.Z.), Kapitän zur See Erich Bey, auf der Friedrich Ihn mit den in Brest stationierten Zerstörern Erich Steinbrinck, Hans Lody und Karl Galster einen Vorstoß zum Bristolkanal gegen den alliierten Schiffsverkehr, den die in Cherbourg stationierte 5. Torpedobootsflottille unterstützen sollte. Das Auslaufen der deutschen Zerstörer wurde frühzeitig durch die britische Luftwaffe entdeckt und die britischen Kreuzer Newcastle und Emerald mit den Zerstörern Jackal, Jupiter, Kashmir, Kipling und Kelvin aus Plymouth den Deutschen entgegengeschickt. Die deutschen Zerstörer entdeckten die Briten schon sehr früh und brachen ihren Vorstoß ab. Die britischen Kreuzer eröffneten aus großer Entfernung das Feuer, aber nur Galster erhielt zwei leichte Treffer. Auch die Briten brachen das Gefecht ab, da Newcastle einen Kesselzusammenbruch hatte. Die 5. Flottille war mit Seeadler, Falke, Greif, Jaguar, Kondor und Wolf in See, erreichte aber nicht das Gefechtsfeld.
Die Friedrich Ihn wurde im November 1940 wieder nach Hamburg verlegt und lag dort bis April 1941 in der Werft von Blohm & Voss. Bis zur nächsten planmäßigen Werftliegezeit im Juli 1941 in Stettin operierte der Zerstörer dann von La Pallice, Brest und Bordeaux aus in der Biskaya.
Im Februar 1942 war Z 14 im Ärmelkanal am Unternehmen Cerberus (Rückführung der Schlachtschiffe Scharnhorst und Gneisenau und des Schweren Kreuzers Prinz Eugen nach Deutschland) beteiligt. Anschließend nahm die Friedrich Ihn am Unternehmen Sportpalast (Verlegung der Schweren Kreuzer Prinz Eugen und Admiral Scheer von Brunsbüttelkoog (Elbe) nach Norwegen) teil. Dem folgte im März 1942, zusammen mit dem Schlachtschiff Tirpitz und den Zerstörern Paul Jacobi, Hermann Schoemann und Z 25, ein Vorstoß ins Nordmeer. Dabei verfehlten die Schiffe die Nordmeergeleitzüge PQ 12 und QP 8 knapp. Lediglich den Nachzügler Izora (2815 BRT) konnte die Friedrich Ihn versenken. Weiter nahm Z 14 im Nordmeer am Unternehmen Rösselsprung (Vorstoß gegen den alliierten Nordmeergeleitzug PQ 17) teil.
In den Jahren 1943 und 1944 wurde der Zerstörer hauptsächlich zum Geleitdienst und zum Minenwerfen in norwegischen Gewässern eingesetzt. Wegen technischer Probleme wurden die Einsätze immer wieder durch längere Werftaufenthalte unterbrochen. Die Besatzung wurde zwischenzeitlich auf andere Zerstörer abkommandiert, sodass es erst einiger Übungsfahrten bedurfte, bis das Boot nach einer Werftliegezeit wieder voll einsatzbereit war.
Anfang 1945 war Z 14 an Geleitfahrten im Skagerrak und im Oslofjord beteiligt. Am 8. Mai 1945 lief die Friedrich Ihn nach Hela aus, um Flüchtlinge an Bord zu nehmen. Der Zerstörer erreichte am 10. Mai Kiel und wurde am selben Tag außer Dienst gestellt.
Das Boot wurde der UdSSR als Kriegsbeute zugesprochen. Im Februar 1946 wurde es nach Libau gebracht und als Zorkyj in die Baltische Rotbannerflotte eingegliedert. Der Zerstörer wurde ab 1955 verschrottet.

## Kommandanten
| 9. April 1938 bis 25. Oktober 1938     | KK Claus Trampedach                          | 1900–1940 † | KK            |
| 26. Oktober 1938 bis 31. März 1939     | FK Erich Bey                                 | 1898–1943 † | Konteradmiral |
| 9. April 1939 bis 25. Oktober 1939     | KK/FK Rudolf von Pufendorf                   | 1900–1943 † | KzS           |
| 25. Oktober 1939 bis 10. November 1942 | Korvettenkapitän Günther Wachsmuth           | 1906–       | KzS           |
| 11. November 1942 bis 29. April 1944   | Korvettenkapitän Gerhard Fromme              | 1908–1967   | KzS           |
| 30. April 1944 bis 10. Mai 1945        | Korvettenkapitän Carl-August Richter-Oldekop | 1911–       | KK            |